# 石塘湖
石塘湖位于中国安徽省安庆市东北部，是安庆市的备用水源地，与破罡湖相连，水流自西南流向东北，最终通过破罡湖闸站进入长江。面积约为14.0平方公里，多年平均水深为1.5米，最大水深达3.93米。
石塘湖地区属于亚热带湿润季风气候，多年平均气温为16.5摄氏度。历史上曾记录到的极端最高气温为1934年7月13日的44.7摄氏度，而极端最低气温为-12.5摄氏度。最热的月份是7月，平均气温为28.8摄氏度，而最冷的月份是1月，平均气温为3.5摄氏度。全年主导风向为东北风，夏季为西南风，年平均风速为3.1米/秒，最大风速可达20米/秒。